# Laura Deas
Laura Deas (* 19. August 1988 in Wrexham, Wales) ist eine britische Skeletonpilotin.

## Werdegang

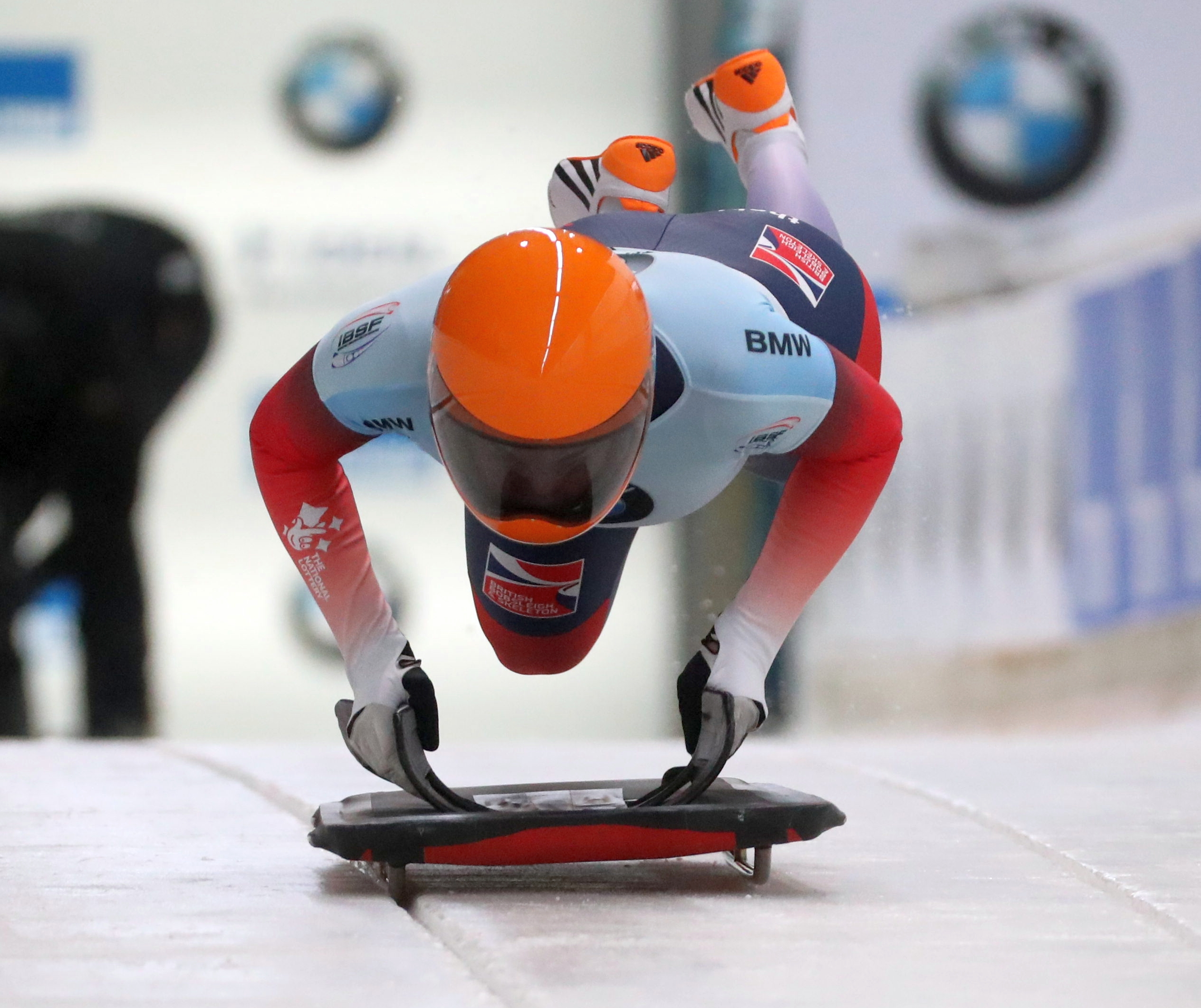
Laura Deas bei den Bob- und Skeleton-Weltmeisterschaften 2020 in Altenberg

Laura Deas stammt aus dem walisischen Wrexham und lebt mittlerweile in Bath, wo sie mit dem Nationalkader unter Chris Type trainiert. Während ihrer Schulzeit war sie Turnierreiterin und vertrat Wales bei internationalen Wettkämpfen im Tetrathlon (Reiten, Schießen, Schwimmen, Laufen). Zudem spielte sie Hockey für die Auswahl von Nordwales. 2009 wurde sie bei der landesweiten Talentsuche Girls4Gold für den Skeletonsport entdeckt.
Deas bestritt ihre ersten internationalen Rennen zum Auftakt der Saison 2010/11 im Skeleton-Europacup. Bei ihrem ersten Rennen im November 2010 in Cesana wurde sie 14. und fuhr am nächsten Tag an selber Stelle als Zehntplatzierte erstmals unter die besten zehn. Der Durchbruch erfolgte in den beiden folgenden Rennen in Igls, bei denen sie hinter ihren Landsfrauen Elizabeth Yarnold und Rose McGrandle Dritte wurde. Das nächste Rennen in Winterberg gewann sie vor McGrandle und Yarnold; in der Gesamtwertung wurde Deas Sechste. Bei der Junioren-WM 2011 wurde sie Vierte. In der Folgesaison startete sie erneut im Europacup. Nach einem dritten Rang, Platzierungen zwischen 6 und 16 in den übrigen Rennen sowie einer Disqualifikation belegte sie in der Gesamtwertung Rang 5. Im März 2012 nahm sie an den beiden letzten Saisonrennen des America’s Cup teil und wurde Dritte sowie Zweite.
Im Winter 2012/13 nahm Laura Deas am Intercontinentalcup teil und erreichte im Verlauf der Saison zwei zweite Ränge. Sonst platzierte sie sich zwischen Rang 6 und 19, womit sie insgesamt den siebten Platze belegte. In der Folgesaison war sie erneut im Intercontinentalcup im Einsatz und fuhr im ersten Saisonrennen auf Rang 2. Die weiteren Rennen schloss sie auf Platzierungen zwischen 5 und 11 ab, ehe sie im letzten Saisonrennen mit Rang 3 erneut auf dem Podest landete. In der Gesamtwertung wurde sie damit ebenfalls Dritte.
In der Saison 2014/15 debütierte Laura Deas im Weltcup und wurde bei ihrem ersten Rennen Zwölfte. Bereits bei ihrem zweiten Start erreichte sie mit Rang 2 in Calgary eine Podestplatzierung. Mit dem dritten Rang in St. Moritz folgte ein weiterer Podestplatz; in den übrigen Saisonrennen platzierte Deas sich zwischen 6 und 11 und wurde insgesamt Fünfte im Weltcup-Klassement, was gleichzeitig ihre bisher beste Platzierung im Gesamtweltcup darstellt. Bei der Skeleton-Weltmeisterschaft 2015 in Winterberg wurde sie Siebte im Einzel und mit der Mannschaft. Zum Auftakt der Saison 2015/16 gewann sie in Altenberg ihr erstes und bisher einziges Weltcuprennen. In der Weltcupgesamtwertung erreichte sie den siebten Platz. Insgesamt etablierte sich Deas in der Weltspitze, ohne das es bei Großereignissen wie Welt- und Europameisterschaften in den Jahren 2016 und 2017 dabei für einen Podestplatz reichte.
In der  Olympiasaison 2017/18 belegte Deas im Gesamtweltcup den siebten Platz, bei den Europameisterschaften schnupperte sie mit Platz 4 langsam an einem Podestplatz. Bei den Olympischen Winterspielen 2018 in Pyeongchang konnte Deas ihren bis dahin größten sportlichen Erfolg feiern. Neben der Titelverteidigung ihrer Landsfrau Lizzy Yarnold gewann Deas mit Bronze eine weitere Medaille für das Team UK und untermauerte damit die Spitzenstellung der britischen Skeletonis zu dieser Zeit. Allerdings profitierte Deas erheblich vom schlechten Abschneiden der bis dahin vor ihr liegenden Österreicherin Janine Flock im letzten Lauf, die
nur die zehntschnellste Zeit fuhr. So ge wannDeas mit dem Hauch von zwei Hundertsteln Vorsprung noch Bronze. In den darauffolgenden vier Wettkampfsaisons konnte Deas an den Olympiaerfolg nicht anknüpfen, nahm teilweise an Weltmeisterschaften gar nicht teil. Negativer Höhepunkt waren die Olympischen Winterspiele 2022 in Peking, wo sie nur den 19. Platz erreichte.
Nach dem allgemeinen Desaster der britischen Skeletonis in Peking unternahm der britische Verband einige Veränderungen im Trainerbereich, so wurde im Mai 2022 zunächst der Coach der lettischen Legende Martins Dukurs, der Österreicher Matthias Guggenberger verpflichtet. Im August 2022 konnte der britische Verband den nächsten Coup vermelden. Dukurs selbst wurde für den Olympiazyklus bis zu den Olympischen Winterspielen 2026 als Performance Coach verpflichtet. Diese Veränderungen trugen auch bei Deas alsbald Früchte. In der Weltcup-Saison 2022/23 erreichte Deas zwei Podestplätze und gewann in St. Moritz mit Silber im Mixed-Wettbewerb ihre erste Weltmeisterschaftsmedaille.
Aufgrund ihrer Schwangerschaft konnte sie nicht am Skeleton-Weltcup 2023/24 teilnehmen.

## Platzierungen nach Saison
| Saison  | Weltcup | WM     | WM    | EM  | OS  |
| ------- | ------- | ------ | ----- | --- | --- |
| Saison  | Weltcup | Einzel | Mixed | EM  | OS  |
| 2014/15 | 5.      | 7.     | 7.    | 7.  | −   |
| 2015/16 | 7.      | 11.    | 8.    | 5.  | −   |
| 2016/17 | 6.      | 10.    | −     | 6.  | −   |
| 2017/18 | 7.      | −      | −     | 4.  | 3.  |
| 2018/19 | 12.     | −      | −     | 5.  | −   |
| 2019/20 | 13.     | 19.    | 11.   | 13. | −   |
| 2020/21 | 10.     | 15.    | 4.    | 11. | −   |
| 2021/22 | 20.     | −      | −     | 11. | 19. |
| 2022/23 | 9.      | 9.     | 2.    | DNS | −   |